# Survival City
Survival City é um filme de drama em curta-metragem estadunidense de 1955 dirigido e escrito por Anthony Muto e Edmund Reek. Venceu o Oscar de melhor curta-metragem em live-action: 1 bobina na edição de 1956.